# 13 a.C.
13 a.C. foi um ano comum do século I a.C. que durou 365 dias. De acordo com o Calendário Juliano, o ano teve início e terminou a uma quarta-feira. A sua letra dominical foi E.
| Ano completo                        |
| ----------------------------------- |
| Ano comum com início à quarta-feira |

## Eventos
- Tibério e Públio Quintílio Varo, cônsules romanos.[1]
- Fundação da divisão administrativa dos conventos na Hispânia.

## Nascimentos
- Lívila, filha única de Nero Cláudio Druso e Antónia Minor (m. 31 d.C.).

## Mortes
- Lépido, um dos membros do segundo triunvirato; Augusto o sucede como pontífice máximo (pontifex maximus).[1]